# Ping Tao Li
Ping Tao Li (o  Bingtao Li, translitera del chino 李秉滔) ( 1936 ) es un botánico chino, que ha trabajado extensamente en el "Instituto de Botánica", de la Academia China de las Ciencias, con la Flora of China.

## Algunas publicaciones
- 1998. Flora Reipublicae popularis sinicae: delectis florae Reipublicae popularis sinicae. 'Angiospermae' : 'Dicotyledoneae' : 'Theaceae' (1) : 'Theoideae'. Con Ren Shangxiang. Flora reipublicae popularis Sinicae 49. Ed. Science Press, 281 pp. ISBN 7030062655, ISBN 9787030062659

- 1996. Loganiaceae, con A J M Leeuwenberg) en Wu, Z. & Raven, P. eds. Flora of China 15, Sci. Press, Pekín, & Missouri Botanical Garden Press, St. Louis

- 1979. Angiospermae: Dicotyledoneae ; Pittosporaceae, Hamamelidaceae, Eucommiaceae, Platanaceae. Flora Reipublicae Popularis Sinicae 35 / delectis florae Reipublicae Popularis Sinicae agendae Academiae Sinicae edita. Con Zhongguo-Kexueyuan. 130 pp.

- La abreviatura «P.T.Li» se emplea para indicar a Ping Tao Li como autoridad en la descripción y clasificación científica de los vegetales.[3]